# Michel Cantal-Dupart
 (septembre 2021).
- Si vous ne connaissez pas le sujet, laissez ce bandeau (vous pouvez alors contacter les auteurs).
- Si vous supprimez le contenu mis en cause (vous pouvez préalablement contacter les auteurs),

argumentez précisément cette suppression dans la page de discussion
(un manque de référence n'est pas un argument ; une recherche réelle de référence doit avoir été effectuée, être formellement documentée).
 (décembre 2011).
Si vous disposez d'ouvrages ou d'articles de référence ou si vous connaissez des sites web de qualité traitant du thème abordé ici, merci de compléter l'article en donnant les références utiles à sa vérifiabilité et en les liant à la section « Notes et références ».
Michel Cantal-Dupart est un architecte et urbaniste français né le 17 novembre 1940 à Gabarret (Landes). Il a participé à la mission Banlieues 89 avec l'architecte Palois Jean Michel Lamaison et par sa contribution, aux côtés de Jean-Marie Duthilleul et Jean Nouvel, à la réflexion sur le Grand Paris en 2010.
Titulaire de la chaire d'urbanisme du Conservatoire national des arts et métiers à Paris de 1998 à 2010, il en a été professeur émérite jusqu'à 2014 et est aujourd'hui professeur du Cnam honoraire.
Michel Cantal-Dupart est l’auteur de plusieurs rapports commandés par l’État. En 1992, puis à nouveau en 2002, il sera chargé par le Gouvernement d'établir un rapport sur « L'état de l'urbanisme en France ». En octobre 2013, il remet au président de la République François Hollande, un rapport intitulé : « Vivre le Grand Paris » dans lequel il dénonce le manque d’ambition et rappelle les enjeux urbanistiques, écologiques et solidaires du Grand Paris.
Ancien membre du Comité d'Évaluation et de Suivi de l'Agence nationale pour la rénovation urbaine (ANRU) de 2004 jusqu'à sa dissolution en 2014, il est aujourd’hui directeur d’études du groupe de travail «Prospective des villes et des problèmes urbains» pour la Délégation Interministérielle à l’Aménagement et à la Compétitivité des Territoires.

## Biographie
Né à Gabarret dans les Landes, Michel Cantal-Dupart passe sa jeunesse à l'ombre de la Cité radieuse de Le Corbusier à Rezé dans la banlieue de Nantes. Il fait ses études au lycée Georges-Clemenceau, puis à l'externat des Enfants nantais. Il étudie à l'École d'architecture de Nantes et simultanément travaille chez l'architecte Georges Evano.

### L'urbaniste 1966-1974
En 1966, sa carrière d'urbanisme débute sur des tables d'étudiants : il réalise un centre de vacances de 400 lits à Borj Cédria en Tunisie pour le compte de l'uni club et l'ATTJ.
Fondateur et directeur en 1967 du bureau d'études pluridisciplinaire « Groupe Huit  », il aménage les villes de la région phosphatière de Gafsa (Métlaoui, Redeyef et Moularès) en Tunisie. Il lui est confié la mise en œuvre d'une étude sur l'armature urbaine de la Tunisie.
De 1970 à 1974, il est recruté en tant qu'expert international pour le Programme des Nations Unies pour le développement et est fonctionnaire international de l'UNESCO. Il sauve et met en valeur les sites de Carthage et de la médina de Tunis en vue d'un développement économique.
À son retour en France en 1974, il fonde l'atelier Cantal-Dupart. En 1976, il participe à la création du Syndicat de l'architecture.

### Identifier et valoriser les banlieues 1981-1991
À partir de 1981 et jusqu'en 1991, il animera avec Roland Castro la mission Banlieue 89 dont le but est d'améliorer l'architecture et l'urbanisme des banlieues françaises, d'abord sous forme d'association puis sous forme de mission interministérielle.
Le 7 novembre 1983, à la suite d'une visite des banlieues avec François Mitterrand, les architectes Michel Cantal-Dupart et Roland Castro sont chargés de la mission « Banlieues 89 » (de 1984 à 1989) auprès du Premier ministre. Ils lancent un grand mouvement d'architectes et de maires qui proposent deux cent vingt-six projets dont une majorité vise à réhabiliter les quartiers périphériques délaissés afin de les relier aux villes centres.
Dans le cadre de cette mission d'incitation, Michel Cantal-Dupart porte des projets sur Charenton-le-Pont, le domaine universitaire de Talence Pessac Gradignan, Rezé, Rosny-sous-Bois, Billère et Clairefontaine-en-Yvelines.
Les deux architectes amorcent l'idée d'un plan d'aménagement du Grand Paris dépassant les limites du périphérique, il est exposé au Centre Pompidou en 1986. Ce travail sera repris par le ministère de la Ville, créé en 1990.
C'est Nicolas Sarkozy, alors Président de la République, qui relance un projet ambitieux pour le Grand Paris en 2009.

### Stratégie et développement
En 1988, il se voit confier deux missions d'État : la mission « Fleuves » sur l'aménagement des voies navigables de France et la mission « Campus » sur la mise en valeur des campus universitaires.  Il s'agit de retrouver le chemin vers les fleuves et d'arrêter de maltraiter nos universités.
La mission « Campus » popularise le retour des universités en ville avec des réussites : le quartier Saint-Leu d'Amiens, celui des Minimes à proximité du Vieux-Port de La Rochelle et la traversée du campus Tertre par le tramway à Nantes.
La mission « Fleuves » appelle des interventions territoriales dans lesquelles il est partie prenante ou concepteur : 
- 1989 : création des Batobus assurant le transport de passagers sur la Seine à Paris.
- 1990 : l'aménagement du canal du Midi et de l'Orb à Béziers mais aussi du littoral aquitain à Moliets.
- 1991 : la citadelle de Blaye, la réconciliation de Saint-Denis (La Réunion) avec l'océan.
- 1992 : le plan d'aménagement de la confluence de l'Orge et de la Seine à Athis-Mons qui se concrétisera ensuite par un aménagement des berges en 1994 et d'une zone de bateaux-logements en 2002.
- 1993  l'étude des rapports de Nantes avec la Loire prépare les grands projets sur le centre, les quais et l'île de Nantes.
- 1997 : l'étude pour la réalisation d’un port de tourisme fluvial à Épinal.

Cette compétence conduit à réaliser deux grands aménagements urbains et de mise en valeur à partir de protection contre les crues de la Loire à Brives-Charensac dans le cadre du projet « Loire - grandeur nature » et du Tarn et du Tescou à Montauban.

### Embellir Perpignan
La création d'un atelier public, l'Atelier d'urbanisme, regroupant citoyens, élus, techniciens et spécialistes – urbanistes et architectes, est l'élément marquant de son expérience perpignanaise. Cet atelier qui existe toujours a initié le secteur sauvegardé du centre-ville. Sa manifestation annuelle a lieu chaque année en novembre.
Suivant la démarche initiée par « Banlieues 89 », il fait son entrée dans l'histoire urbaine de Perpignan par le quartier du Vernet à la périphérie Nord de la ville en tant que chef du projet PNRU entre 1993 et 2010. En 2000, il réalise un diagnostic urbain sur le quartier Sud du Bas Vernet. En parallèle, il intervient dans le centre-ville donnant une cohérence d'ensemble à sa réflexion et à son action : il mène une étude de faisabilité et d'aménagement des abords du Palais des Congrès en relation avec le centre historique qui se traduit par l'aménagement du square Bir-Hakeim et de la promenade des platanes « Allées Maillol ». En 2002 et 2003, il intervient à l'Ouest de la ville dans l'opération de renouvellement urbain (ORU) du quartier de Clodion-Torcatis. Opération sélectionnée par l'Agence nationale de rénovation urbaine (ANRU) comme un dossier exemplaire par la réintégration urbaine de ces quartiers exclus et la qualité des espaces publics. Enfin, en 2003, bénéficiant d'une vision d'ensemble et sur le temps long, il participe à l'élaboration de l'Agenda 21 pour la ville.
Il est urbaniste en chef de la mission PNRU jusqu'en 2013.
Fort d’une expérience en matière de définition de stratégies urbaines allant de l'analyse urbaine à la réalisation d'espaces publics, il intervient avec le même seuil d'exigence dans les villes où il est urbaniste comme à Pau de 1974 à 1984, Bègles de 2002 à 2008, Soustons de 1992 à 2001, Saint-Paul-lès-Dax de 1999-2004, Montauban de 2003 à 2009 et Toulouse. Répétant à l'envi qu' « il n’y a pas de ville sans fête », il travaille essentiellement dans le Sud-Ouest « troisième mi-temps ».

### Actions internationales
Il mène une étude sur les villes nouvelles autour d'Alger en 1996 puis formule en 2003 des termes de références pour la programmation des villes nouvelles d'El Affroun et Bouinan dans l'agglomération du Grand Alger.
Au cours des années 2000, il commence une expérience américaine en collaboration avec les professeurs  Robert E. Fullilove et Mindy Thompson-Fullilove de la Columbia University -Mailman School of Public Health, il débute par l'étude du District Hill à Pittsburgh où il se confronte aux problématiques des ghettos noirs américains. Elle se poursuit par une étude urbaine, pour The Giraffe's Association, sur un chemin de jonction des six parcs de Manhattan à New York en 2006 devant relier Harlem aux quartiers aisés. Il y confirme des principes en gestation sur la trame verte et les espaces verts. Depuis 2011, un « cantal club » est créé à Brooklyn qui initie chaque année, au début du mois de mai, une réflexion urbaine selon la méthode de l'urbaniste.
Enfin en 2009, il mène une étude sur le quartier de la gare d'Orange où il réfléchit sur le rôle capital de la gare en matière d'urbanisme, rôle qu'il confirme lors de la consultation du Grand Paris. Chaque année a lieu à Orange  « the Cantal's day » qui amorce des réflexions urbaines.

### Militant du Grand Paris
Il milite pour la création d'un Grand Paris qu'il concrétise dans un rapport rendu en 2006 pour la DATAR « L'Éloge de l'ordinaire ». Cette expérience se prolonge dans le cadre de la consultation internationale du « Grand pari de l’agglomération parisienne » lancée en 2008-2009 par le président de la République Nicolas Sarkozy pour laquelle il s'associe avec Jean Nouvel et Jean-Marie Duthilleul.
À la clôture de la consultation, il intègre le conseil scientifique de l'Atelier International du Grand Paris jusqu'en 2013.
Au sein de son agence, comme il le faisait avant le concours, il intervient à toutes les échelles de la ville sur le Grand Paris. Ainsi en 2009 en tant qu'expert auprès de l’EPA ORSA sur le pôle Orly – Rungis – Seine Amont et dans la définition d'une stratégie urbaine à Livry-Gargan.
Il intervient à plusieurs titres pour la communauté d'agglomération du plateau de Saclay avec l'aménagement du quartier urbain durable du lycée Camille-Claudel, la reconversion de la Ferme des Granges à Palaiseau en tant qu'urbaniste-conseil sur l'aménagement de la frange Sud du Plateau. Il y traite la notion de lisière d'agglomération.
En 2010, il traite la problématique de la frange urbaine à travers une consultation de recherche et développement sur l'avenir de l'agglomération de Montereau-Fault-Yonne en 2030.
Il complète la notion de maillage, avancée par son équipe lors de la consultation du Grand Paris, en menant une mission de travail urbain sur la mise en place du bus à haut niveau de service BHNS en Île-de-France avec Transdev. Il est aujourd'hui consultant auprès de Transdev sur la problématique d'intermodalité des gares du Grand Paris (Grand Paris Express, Tangentielles, CDG Express, EOLE, …) dans le cadre d'une meilleure prise en compte de l'intermodalité avec les réseaux existants et l'émergence des lignes d'autocars longue distance .
En octobre 2013 il adresse au Président de la République François Hollande, un rapport intitulé « Vivre le Grand Paris » dans lequel il dénonce le manque d’ambition et rappelle les enjeux urbanistiques, écologiques et solidaires du Grand Paris

## Pensée urbaine
Attaché aux notions d’écologie, d’inclusion et de sécurité dans sa pensée urbaine, il inspire sa pensée de plusieurs savants tels que d’Alembert et sa démarche encyclopédiste, mais aussi Freud et Jacques Lacan au travers du concept de nœud borroméen. C'est à ce titre que depuis Banlieues 89, il défend l’idée d’une ville inclusive sans exclusion qu'elle soit politico-administrative, technique, mentale ou physique. A cet égard ses travaux et sa pensée s’articulent autour des axes suivants :
- intégrer les quartiers par le sport et l’école
- mailler par la multimodalité pour en finir avec l’exclusion spatiale et l’entre soi,
- renforcer la concertation, les réunions publiques, l'éducation urbaine des enfants la ville (un bon projet crée toujours une école),
- renforcer le vivre ensemble, le commerce, l'attractivité à partir des atouts de la ville ;
- lier l'urbain à l'écologie et à l’agriculture.

Dans sa pensée du Grand Paris, il a défini les préconisations sur cette base :
- Construire la ville sur la ville avec l’idée d’aménager les lisière pour terminer la ville et pour protéger les zones périurbaines agricoles (maraîchage) : les fronts de terre,
- L’esprit de Fulgence Bienvenüe avec un maillage où les radiales sont connectées en réseau/cohérence avec des tangentielles maillées,
- Le refus de l’exclusion se traduit par le refus du zonage graphique (patate) qui enchaîne la ville. Il faut aménager avec une politique de rénovation urbaine intense en investissant les zones urbaines sensibles qui sont culturellement et socialement périphériques. Cela passe aussi par un maillage.

## Engagements politiques et citoyens
Torturé, condamné et emprisonné en Tunisie en 1973, il en gardera une ardente volonté d'engagement pour les droits de l'homme. Il participe à plusieurs mouvements, notamment la Ligue française pour la défense des droits de l'homme et du citoyen et la Fédération internationale des ligues des droits de l'Homme.
Il préside en 1985 l'association pour la libération des otages du Liban et participe activement depuis aux mouvements de libération des otages.
Engagé dans la lutte contre les discriminations[source insuffisante], Michel Cantal Dupart est un des parrains fondateur de SOS Racisme.
Il est aussi engagé pour le droit au logement et la protection des sans-papiers aux côtés de la Fondation Abbé-Pierre.

## Enseignement
Il est professeur honoraire du Conservatoire national des arts et métiers. En 1975 et pendant quinze ans, il est chargé de cours de Composition urbaine à l'Institut d'urbanisme de Paris (Paris-XII) puis au cycle aménagement de l'Institut d'études politiques.
Entre 1981 et 1984, il est professeur associé à l'Institut d'urbanisme de Paris (Paris-XII), puis à l'Institut français d'urbanisme (Paris-VIII) par Pierre Merlin. 
De 1998 à 2010 il est professeur au Conservatoire national des arts et métiers à la chaire « Urbanisme - Environnement » - Département « Économie et Gestion », puis professeur émérite de 2010 à 2014.  

## Réalisations
- Monument François Mitterrand à Soustons (Landes)
- Foyer de  la ville de Tarnos (Landes) entre
- Centre de Saint-Paul-lès-Dax (Landes)
- Place du Tour du Sol à Saint-Sever (Landes)
- Salle des maquettes au Musée de l’Air et de l’Espace de Bourget (Seine-Saint-Denis)
- Promenade des platanes « Allées Maillol » de Perpignan
- Square Bir-Hakeim de Perpignan
- Place des droits de l'Homme à Rion-des-Landes
- Front de mer de Capbreton (Landes)
- Quartier de la Source à Créteil (Val-de-Marne)
- Centre de vacances de Borj Cédria (municipalité de Hamma Chott,Tunisie)
- Le patrimoine de Carthage et la médina de Tunis
- Cascade de stades de Clairefontaine (Yvelines)
- Berges de la Loire à Brives-Charensac (Haute-Loire)
- Château d'Este de Billère (Pyrénées-Atlantiques)
- École nationale d’administration pénitentiaire d'Agen
- Bords du Tarn et Tescou à Montauban (Tarn-et-Garonne)

## Distinctions
- 1997 - Chevalier de la Légion d'honneur attribuée par le ministère du Travail au titre du travail sur la Ville. Il a été promu au grade d'officier le 1er janvier 2013 [9].
- 2001 - Chevalier du Mérite agricole attribuée par le ministère de l'Agriculture au titre des aménagements de bourgs ruraux
- 2002 - Officier de l'ordre national du Mérite attribuée par le ministère du Logement au titre des études conduites sur l'état de l'urbanisme en France
- 2002 - Prix Nice Modernist décerné à New York par Dwell Magazine pour l'ensemble des réalisations et particulièrement des espaces publics
- 2005 - 1er prix Métropolis Antananarivo décerné à Berlin pour la restructuration des quartiers sud-ouest - route nationale 1
- 2007 - Prix du Projet Citoyen décerné par l’UNSFA  pour la concertation menée dans le cadre de la rénovation urbaine du Vernet à Perpignan
- 2013 - Officier de la Légion d'honneur attribuée par le Ministère de la Ville au titre du travail sur la Ville.

### De Michel Cantal-Dupart
« La ville à livre ouvert - Regard sur 50 ans d'habitat » - Réflexion publique sur l’habitat en France, Paris, éd. La Documentation française, 1978
Directeur de la revue Urbanisme en 1990 et 1991.   
« Les Ponts de Paris - Voyage fantastique », Paris, éd. Jeanne Laffitte, 1991 
« Le port cadre de ville » - Association internationale Villes et Ports, éd. L’Harmattan, 1993
« Merci la ville », éd. Le Castor astral, coll. Investigations, 1994, 176 p. 
« Les ponts de Nantes d’hier et d’aujourd'hui » Préface pour Frédéric Veronneau, , éd. Coiffard, 1996. 
«  Naissances & renaissances de mille et un bonheurs parisiens » Jean Nouvel, Jean-Marie Duthilleul et Michel Cantal-Dupart , Paris, éd. Les éditions du Mont-Boron, 2009, 638 p. 
« Avec Le Corbusier - L'aventure du Louise-Catherine » éd. CNRS éditions, 2015, 173 p.

### Sur Michel Cantal-Dupart
- Jean-Paul Kauffmann, La Maison du retour, éd. Nil éditions, 2006 296 p.

Robert Fullilove, Rock shot[Quoi ?][réf. incomplète]
- Mindy Thompson Fullilove M.D., Urban Alchemy - Restauring joy in America's sorted-out Cities, préface Jean Nouvel, éd. Newvillagepress, Oakland CA - United States, 4 juin 2013, 352 p. Index Bibliography Commentaires, Paperback  (ISBN 978-1-61332-010-5), BICS Subject Heading Social Science.

## Films et reportages
Bonus du court métrage Ça va, ça vient 16 mm (1970) de  Pierre Barouh
Vidéo INA 
L'urbanisme à Créteil - Actualités régionales Île-de-France - 16/05/1979 - 
Sur les otages Que sont ces otages devenus ? 13/12/1985  
Le Bistrot Belleville - MIDI 2 - 22/03/1994
Portrait Alphand - L'Assiette anglaise - 13/05/1989
Projet du Grand Paris 
Atelier préparatoire 
https://www.youtube.com/watch?v=82Gg_beb1uc